# Pseudicius milledgei
Pseudicius milledgei är en spindelart som först beskrevs av Zabka, Gray 2002.  Pseudicius milledgei ingår i släktet Pseudicius och familjen hoppspindlar. Inga underarter finns listade i Catalogue of Life.